# Dublin (Géorgie)
Pour les articles homonymes, voir Dublin (homonymie).
Dublin est une ville américaine, siège du comté de Laurens, dans l'État de Géorgie, aux États-Unis. Sa population s’élevait à 16 201 habitants lors du recensement de 2010, estimée à 15 811 habitants en 2017.

## Démographie
Selon l’American Community Survey pour la période 2010-2014, 97,53 % de la population âgée de plus de 5 ans déclare parler l'anglais à la maison, 0,55 % déclare parler l'espagnol et 1,92 % une autre langue.
| 1880 | 1890 | 1900  | 1910  | 1920  | 1930  |
| ---- | ---- | ----- | ----- | ----- | ----- |
| 574  | 862  | 2 987 | 5 795 | 7 707 | 6 681 |

| 1940  | 1950   | 1960   | 1970   | 1980   | 1990   |
| ----- | ------ | ------ | ------ | ------ | ------ |
| 7 814 | 10 232 | 13 814 | 15 143 | 16 083 | 16 312 |

| 2000   | 2010   | - | - | - | - |
| ------ | ------ | - | - | - | - |
| 15 857 | 16 201 | - | - | - | - |

## Personnalités liées à la ville
- Dana Wasdin, assistante réalisatrice, y est née.

## Source
- (en) Cet article est partiellement ou en totalité issu de l’article de Wikipédia en anglais intitulé « Dublin, Georgia » (voir la liste des auteurs).